# Phyllis Frelich
Phyllis Frelich (* 29. Februar 1944 in Devils Lake, North Dakota; † 10. April 2014 in Temple City, Kalifornien) war eine US-amerikanische Film- und Theaterschauspielerin. Der gehörlosen Schauspielerin wurde 1980 der Tony Award für die Beste Hauptdarstellerin in Children of a Lesser God verliehen.

## Leben
Frelich wurde in Devils Lake als älteste Tochter von Esther und Phillip Frelich geboren. Sowohl ihre Eltern, als auch ihre acht Geschwister waren gehörlos. Sie ging auf die North Dakota Schule für Gehörlose und machte ihren Abschluss im Jahr 1962. Anschließend besuchte sie das Gallaudet College und trat dem National Theatre of the Deaf bei, dort lernte sie ihren Ehemann Robert Steinberg kennen.
Im Jahr 1980 gewann Frelich den Tony-Award für ihre Broadway-Rolle in Die vergessenen Kinder Gottes von Mark Medoff. Das Theaterstück wurde später mit Marlee Matlin verfilmt und gewann einen Academy Award. 1981 erhielt Frelich den Theodore Roosevelt Rough Rider Award, die höchste Auszeichnung des Bundesstaates North Dakota.
Sie erkrankte an der progressiven supranukleäre Blickparese und starb im Alter von 70 Jahren in ihrem Haus in Temple City.

## Ehrungen
- 1980 Tony Award als Beste Darstellerin in Children of a Lesser God
- 1981 Theodore Roosevelt Rough Rider Award

## Filmografie (Auswahl)
- 1988: California Clan (Fernsehserie, 31 Folgen)
- 1992: L.A. Law – Staranwälte, Tricks, Prozesse (Fernsehserie, 1 Folge)
- 1997: Santa Fe
- 1998–1999: Emergency Room – Die Notaufnahme (Fernsehserie, 2 Folgen)
- 1999: Diagnose – Mord (Fernsehserie, 1 Folge)
- 2011: CSI: Vegas (Fernsehserie, 1 Folge)